# Libellula axilena
Libellula axilena là loài chuồn chuồn trong họ Libellulidae. Loài này được Westwood mô tả khoa học đầu tiên năm 1837.